# 28453 Alexcecil
28453 Alexcecil è un asteroide della fascia principale. Scoperto nel 2000, presenta un'orbita caratterizzata da un semiasse maggiore pari a 2,6598107 UA e da un'eccentricità di 0,0489750, inclinata di 3,17102° rispetto all'eclittica.